# 뱌체슬라프 이바넨코
뱌체슬라프 이바노비치 이바넨코(러시아어: Вячесла́в Ива́нович Иване́нко, 1961년 3월 3일~)는 소련의 육상 선수이다.

## 경력
케메로보에서 태어났다. 1986년 유럽 선수권 대회에서 은메달을 획득하고, 1987년 세계 육상 선수권 대회에서 동메달을 획득하였다. 1988년에 대한민국 서울에서 열린 1988년 하계 올림픽에서 소련 국가대표로 참가하여 50km 경보에서 3시간 38분 29초의 개인 최고 기록과 함께 금메달을 획득하였다. 1988년 소련 스포츠 명인과 인민 우호 훈장을 받았다.
현재 케메로보주 교통 안전 조사국에서 근무하고 있다. 2008년부터 케메로보에서는 매년 가을에 이바넨코 경보 대회가 열리고 있다.